# سابور الرابع
سابور الرابع ملكا ساسانياً في إيران.